# Alpes Ocidentais-Norte

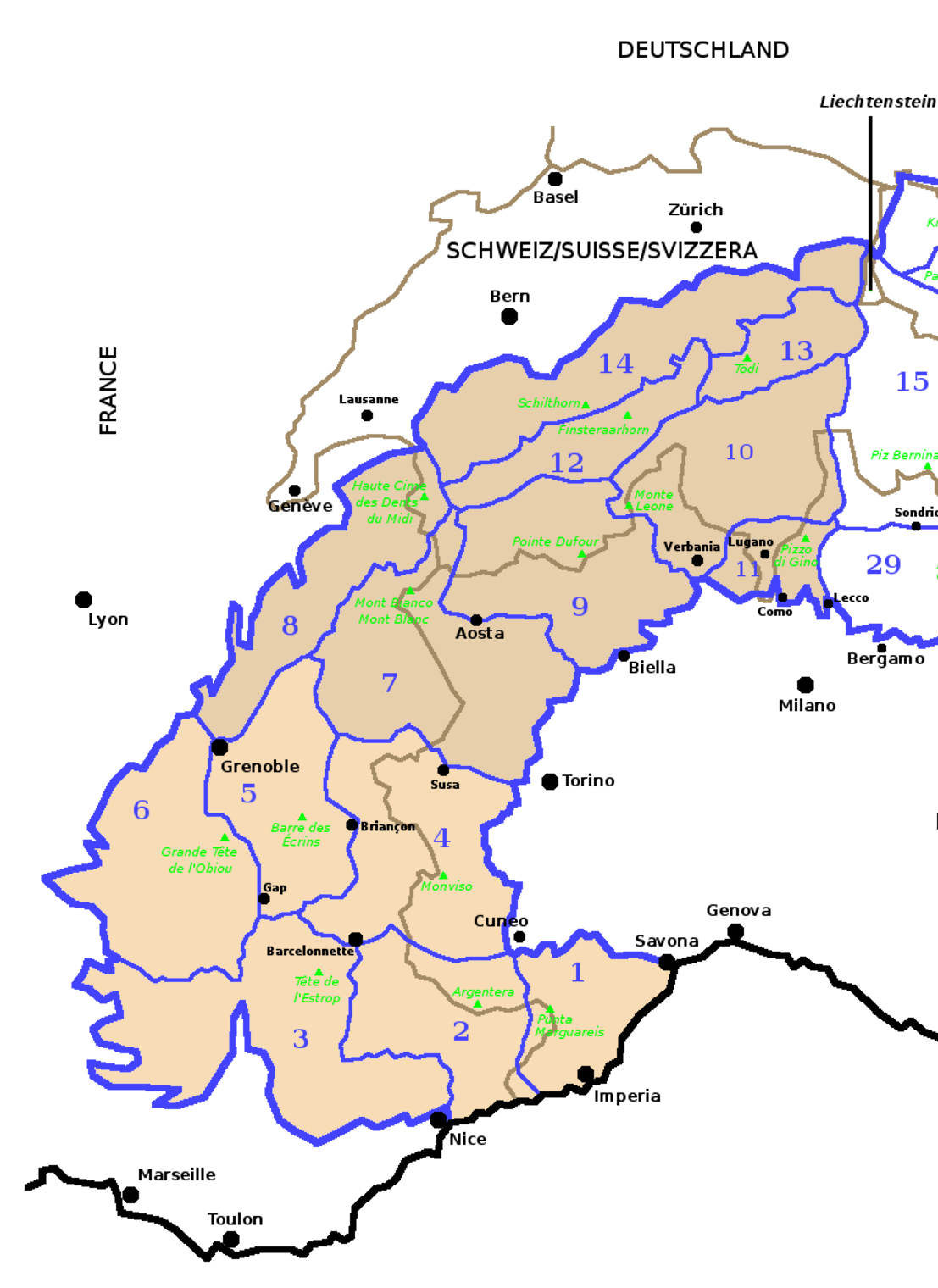
Os Alpes Ocidentais com a divisão em Alpes Ocidentais-Norte (7-14) e Alpes Ocidentais-Sul (1-6)

Os Alpes Ocidentais-Norte formam com os Alpes Ocidentais-Sul uma das duas partes, a dos Alpes Ocidentais, em que foram divididos os Alpes segundo a classificação SOIUSA. Logicamente, a outra parte é a dos Alpes Orientais.
Os Alpes Ocidentais têm 14 secções: 6 nos Alpes Ocidentais-Sul e 8 nos Alpes Ocidentais-Norte.

## SOIUSA
A Subdivisão Orográfica Internacional Unificada do Sistema Alpino (SOIUSA), apresentou em 2005 uma nova divisão dos Alpes que datava de 1926. Esta nova classificação,  divide os Alpes em duas grandes partes: Alpes Ocidentais e Alpes Orientais, separados pela linha rio Reno - Passo de Spluga - Lago de Como - Lago de Lecco.

### Alpes Ocidentais-Norte
Os Alpes Ocidentais-Norte estão divididos em 8 Secção alpinas - os n. 7 a 14 na imagem junta -  e em 32 Subsecção alpinas :
- 7- Alpes Graios
  - Alpes de Lanzo e da Alta Maurienne
  - Alpes da Vanoise e do Grande Arc
  - Alpes da Grande Sassière e do Rutor
  - Alpes do Grand Paradis
  - Alpes do Monte Branco
  - Alpes do Beaufortain
- 8- Pré-Alpes da Saboia
  - Aiguilles Rouges
  - Pré-Alpes do Giffre
  - Pré-Alpes do Chablais
  - Pré-Alpes de Bornes
  - Pré-Alpes de Bauges
  - Pré-Alpes da Chartreuse
- 9- Alpes Peninos
  - Alpes do Grande Combin
  - Alpes de Weisshorn e do Cervino
  - Alpes do Monte Rosa
  - Alpes de Biella e Cusiane
  - Alpes de Mischabel e de Weissmies
- 10- Alpes Lepontinos
  - Alpes do Monte Leone e do São Gotardo
  - Alpes do Ticino e Verbano
  - Alpes da Adula
- 11- Pré-Alpes Luganeses
  - Pré-Alpes Comasche
  - Pré-Alpes de Varese
- 12 -Alpes Berneses
  - Alpes Uraneses
  - Alpes de Berna
  - Alpes de Vaud
- 13- Alpes Glaroneses
  - Alpes Uri-Glaroneses
  - Alpes de Glaris
- 14- Pré-Alpes suíços
  - Pré-Alpes de Vaud e Friburgo
  - Pré-Alpes Berneses
  - Pré-Alpes de Lucerna e de Unterwalden
  - Pré-Alpes de Schwyz e de Uri
  - Pré-Alpes de Appenzell e de São Galo